# Anaspis emarginata
Anaspis emarginata es una especie de coleóptero de la familia Scraptiidae.

## Distribución geográfica
Habita en Mongolia.